# Frojach (Gemeinde Teufenbach-Katsch)
Frojach ist ein Ort im oberen Murtal in der Steiermark wie auch Ortschaft und Katastralgemeinde der Gemeinde Teufenbach-Katsch im Bezirk Murau.

## Geographie
Der Ort befindet sich 11 Kilometer östlich Murabwärts von Murau, und 4 km westlich taleinwärts vom Gemeindehauptort Teufenbach.
Südlich erhebt sich der Blasenkogel (1602 m ü. A.) der Gurktaler Alpen, nördlich der Pleschaitz (1797 m ü. A.) der Wölzer Tauern respektive Murberge (Teile der Niederen Tauern).
Das Dorf Frojach liegt rechtsufrig etwas abseits an der Mur, auf um die 760 m ü. A. Höhe. Es ist ein kleines Straßendorf mit um die 60 Häusern entlang der B96 Murtal Straße und an der Murtalbahn Unzmarkt–Mauterndorf. Die kleine Ortslage Angsdorf östlich ist schon weitgehend in das Dorf eingewachsen. Dieser Ort ist der auch Oberdorf genannte Kirchweiler, das Frojacher Unterdorf ∗ liegt etwas östlich.
Die Ortschaft und Katastralgemeinde Frojach umfasst mit 2448 Hektar  etwa 550 Einwohner (1. Jänner 2024: 534).
Zum Ortschaftsgebiet gehören talauswärts neben Angsdorf und Unterdorf auch die Häuser Puxerboden, dann Graslitz und Lacken, sowie jenseits der Mur Pux mit Schloss Pux, wo sich das Katastralgebiet noch die Abhänge des Puxbergs (1486 m ü. A.) hinaufzieht, und auch den Pleschaitz-Gipfel berührt.
Taleinwärts folgen Haselbach und das Dorf Saurau, die Katastralgrenze liegt kurz vor der Bahnhaltestelle Triebendorf. Südlich am Blasenkogel liegen die zerstreuten Häuser Grasberg.
| Katsch an der Mur (O, KG Katsch) Sonnseite Unterdorf (O Katsch) ∗ | Raiming (O u. KG, Gem. Oberwölz)                  | Niederwölz (O, KG, u. Gem.)                           |
| Triebendorf (O u. KG, Gem. Murau) Haselbach                       | Kompassrose, die auf Nachbargemeinden zeigt       | Unterdorf (O Frojach) ∗ Angsdorf Teufenbach (O u. KG) |
|                                                                   | Grasberg St. Blasen (O u. KG, Gem. St. Lambrecht) |                                                       |

∗ In der Gemeinde gibt es je zwei Ober- und Unterdorf, zu Frojach und zu Katsch

## Geschichte, Infrastruktur und Sehenswürdigkeiten
Die römische Murtalstraße, eine wichtige lokale Römerstraße mit Anbindung an den Neumarkter Sattel nach Kärnten wie auch den Sölkpass ins Ennstal (Via Julia Augusta Virunum – Ovila) und in den Lungau (Virunum–Iuvavum), verlief auf der rechten (nördlichen) Talseite. Dort sind Teile in den Felswänden gut erhalten.
Ab dem 9. Jahrhundert befand sich hier ein karolingischen Königsgut im Raum Mur-, Wölzer., Katsch- und Rantental in der damals karantanischen Steiermark, das 1007 vom Erzbistum Salzburg dem Bistum Freising vermacht wurde.
Burg [Alt-]Pux und die Höhlenburgen im Puxerloch entstanden Mitte des 11. Jahrhunderts.
Frojach wurde Mitte des 12. Jahrhunderts erstmals urkundlich als Froiach erwähnt, die Handschrift wurde im Stift Sankt Lambrecht verfasst und wird in der Universitätsbibliothek Graz verwahrt.
Es handelte sich um einen herrschaftlicher Gutshof, der im Bereich Ober-/Unterdorf lag. Dort befand sich – näher an der Mur – auch die erste Kirche, die als Pfarre in einer in Leibnitz ausgestellten Urkunde 1215 genannt ist.
Die heutige Pfarrkirche Hl. Andreas ist eine 1527–1555 erbaute ursprünglich protestantische Kirche, „im Schatten“ weiter abseits der Mur, um die sich der heutige Ort Frojach (Oberdorf) als Kirchweiler bildete. Die alte katholische Pfarrkirche wurde 1711 von einem Hochwasser weggerissen, und die zu der Zeit der Gegenreformation um 1600 schon verlassene evangelische Kirche adaptiert. Sie steht heute hauptsächlich neugotisch aus dem Umbau 1899 da. Auch der Pfarrhof aus der Mitte des 17. Jahrhunderts steht unter Denkmalschutz.
Die Filialkirche Maria Dorn mit Kirchhof in Saurau (1680) ist ebenfalls sehenswert.
Mit Schaffung der Ortsgemeinden nach 1848/49 wurde Frojach eigenständige Gemeinde.
Die Murtalbahn ist eine Schmalspurbahn, die in den 1890ern erbaut wurde. Sie wird heute als Museumsbahn betrieben, der Bahnhof Frojach-Katschtal steht ebenfalls unter Denkmalschutz.
Per 1. Jänner 1968 wurde die Gemeinde bei der Gemeindestrukturreform mit Katsch zur Gemeinde Frojach-Katsch zusammengelegt, Frojach blieb Gemeindehauptort. Per 1. Jänner  2015 wurde im Rahmen der zweiten Gemeindestrukturreform auch noch Teufenbach dazugelegt, und die Gemeinde Teufenbach-Katsch entstand, womit das Gemeindeamt nach Teufenbach abwanderte.

Im Ort Frojach
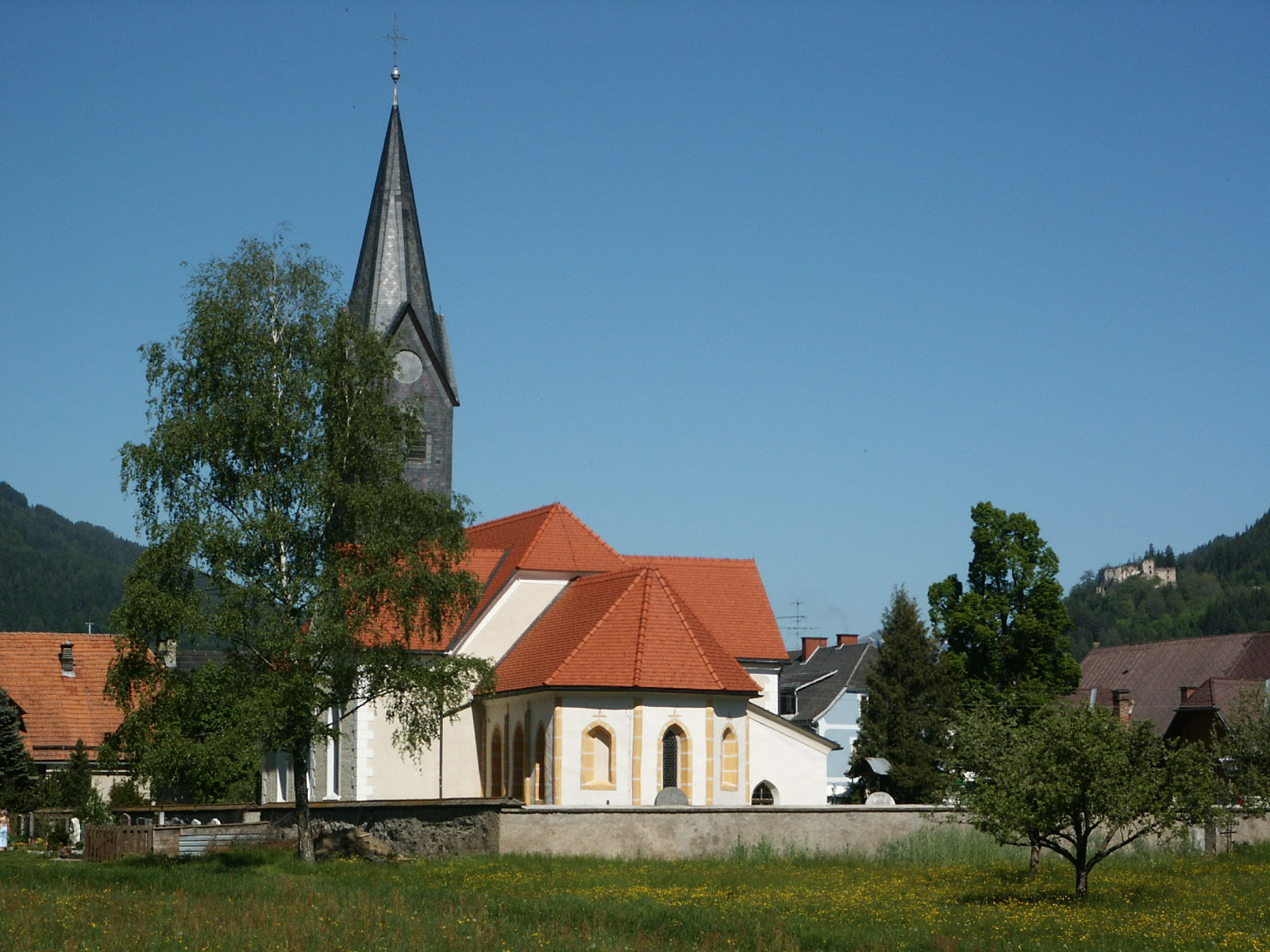
Andreaskirche
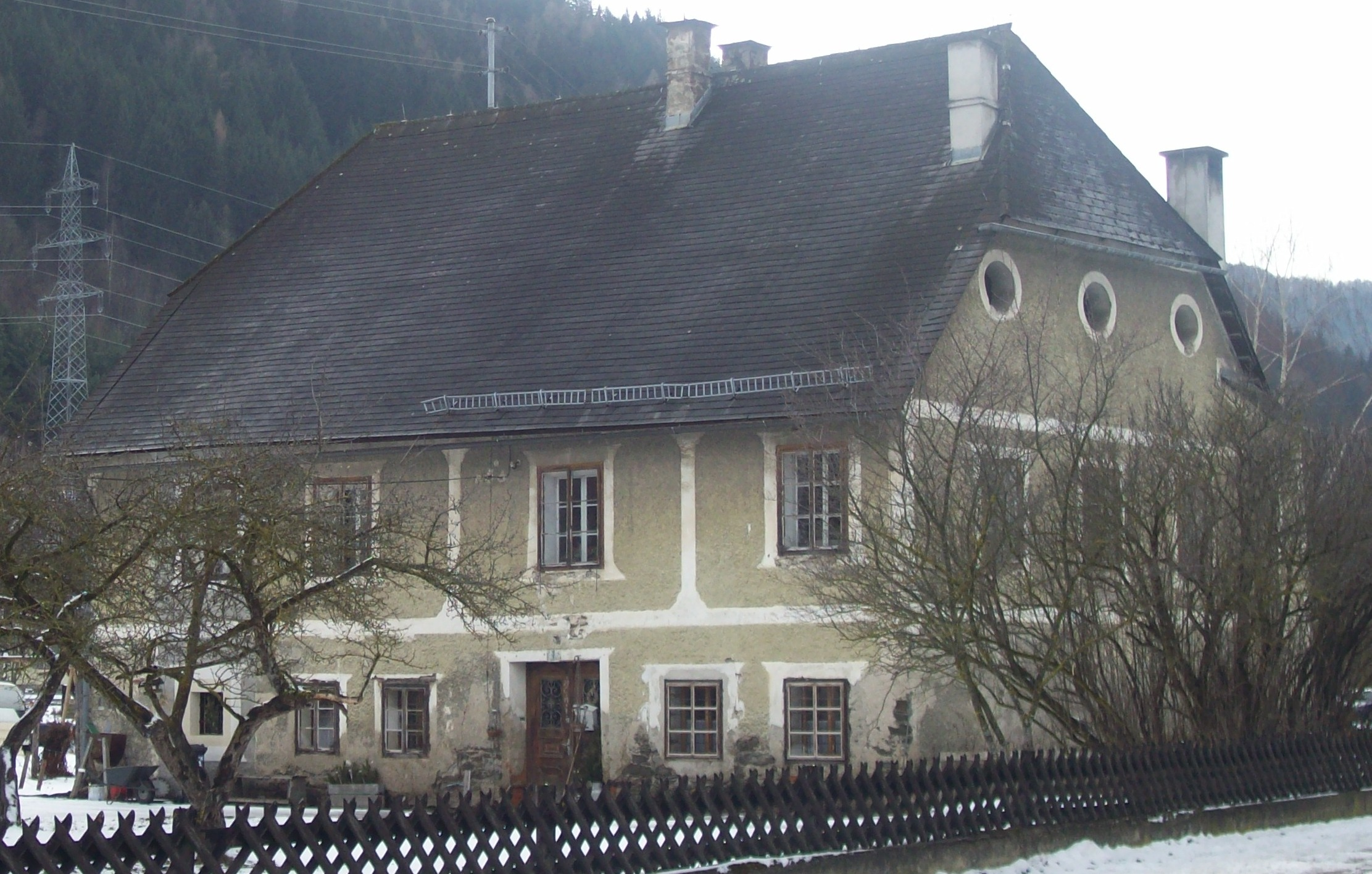
Alter Pfarrhof
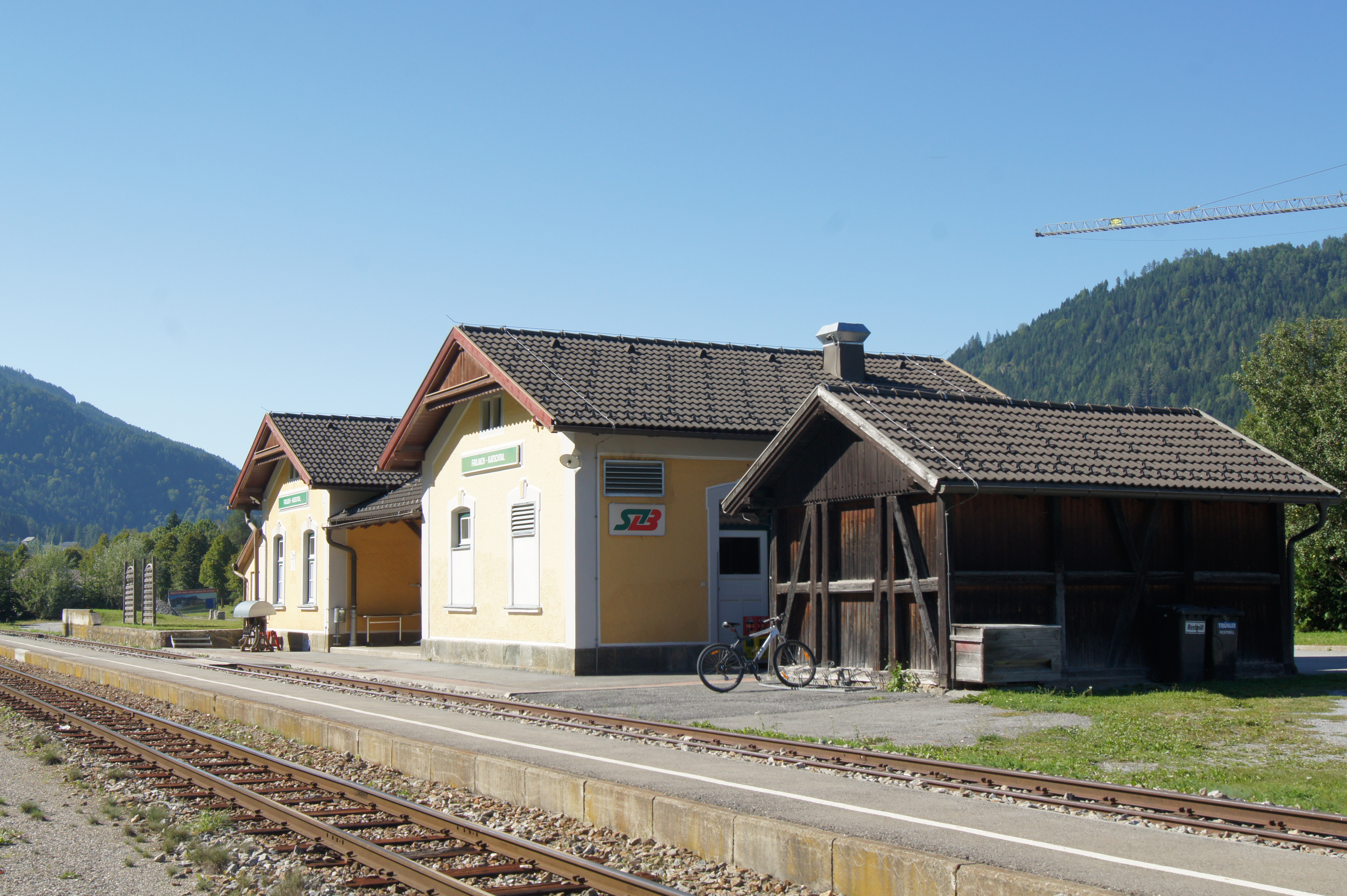
Bahnhof der Murtalbahn
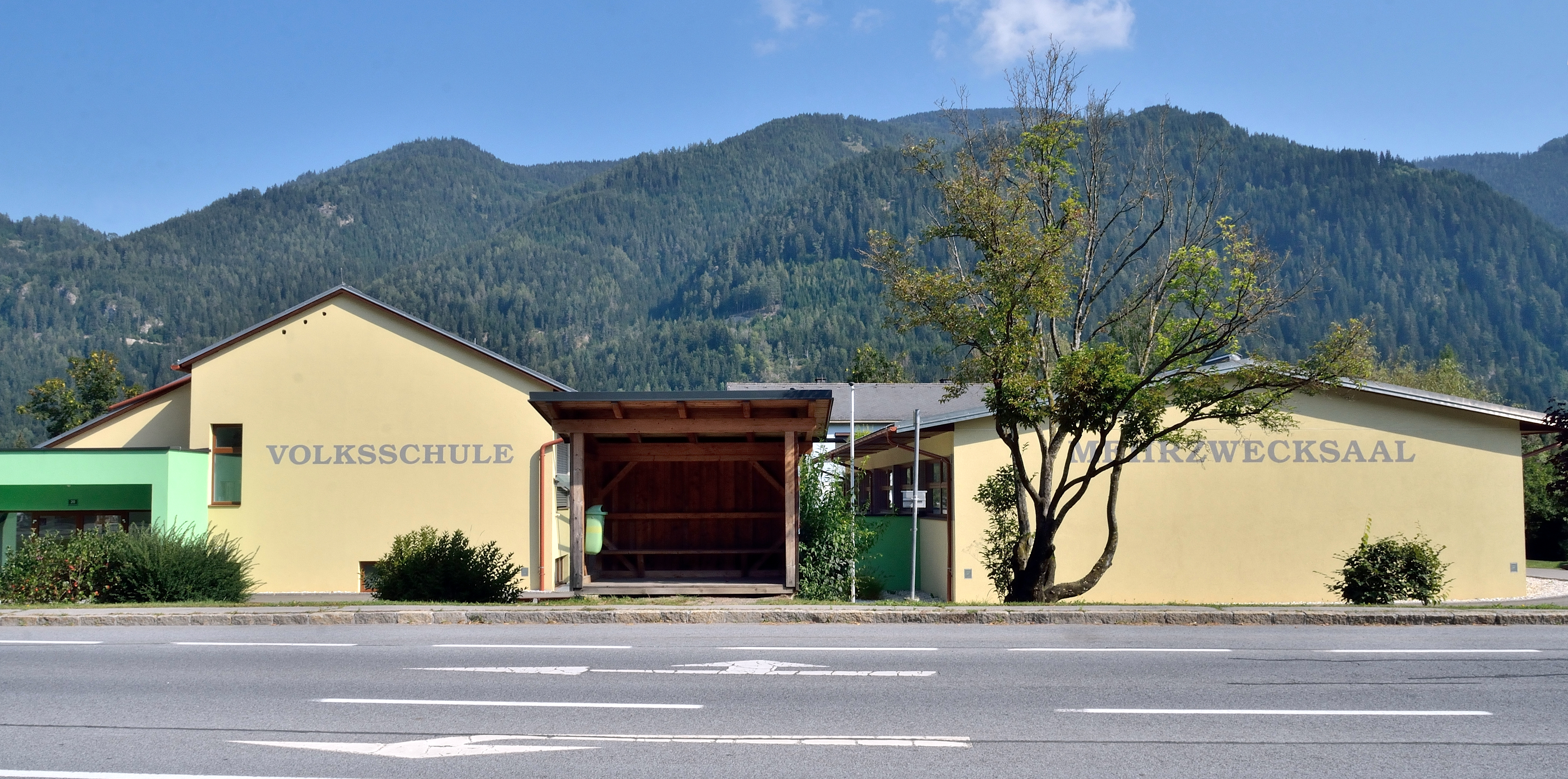
Volksschule Frojach und Mehrzwecksaal

In der Ortschaft
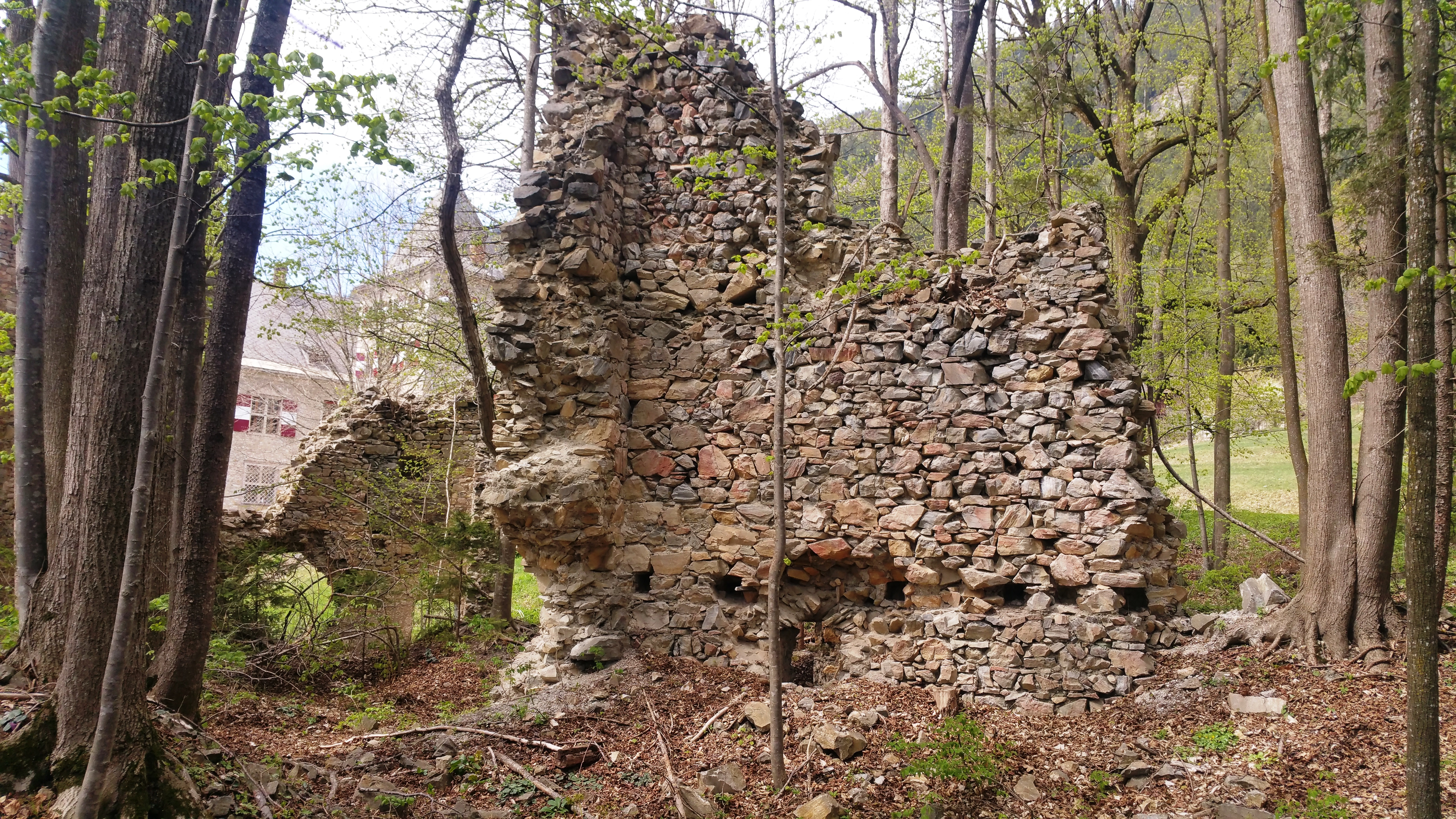
Ruine Altpux
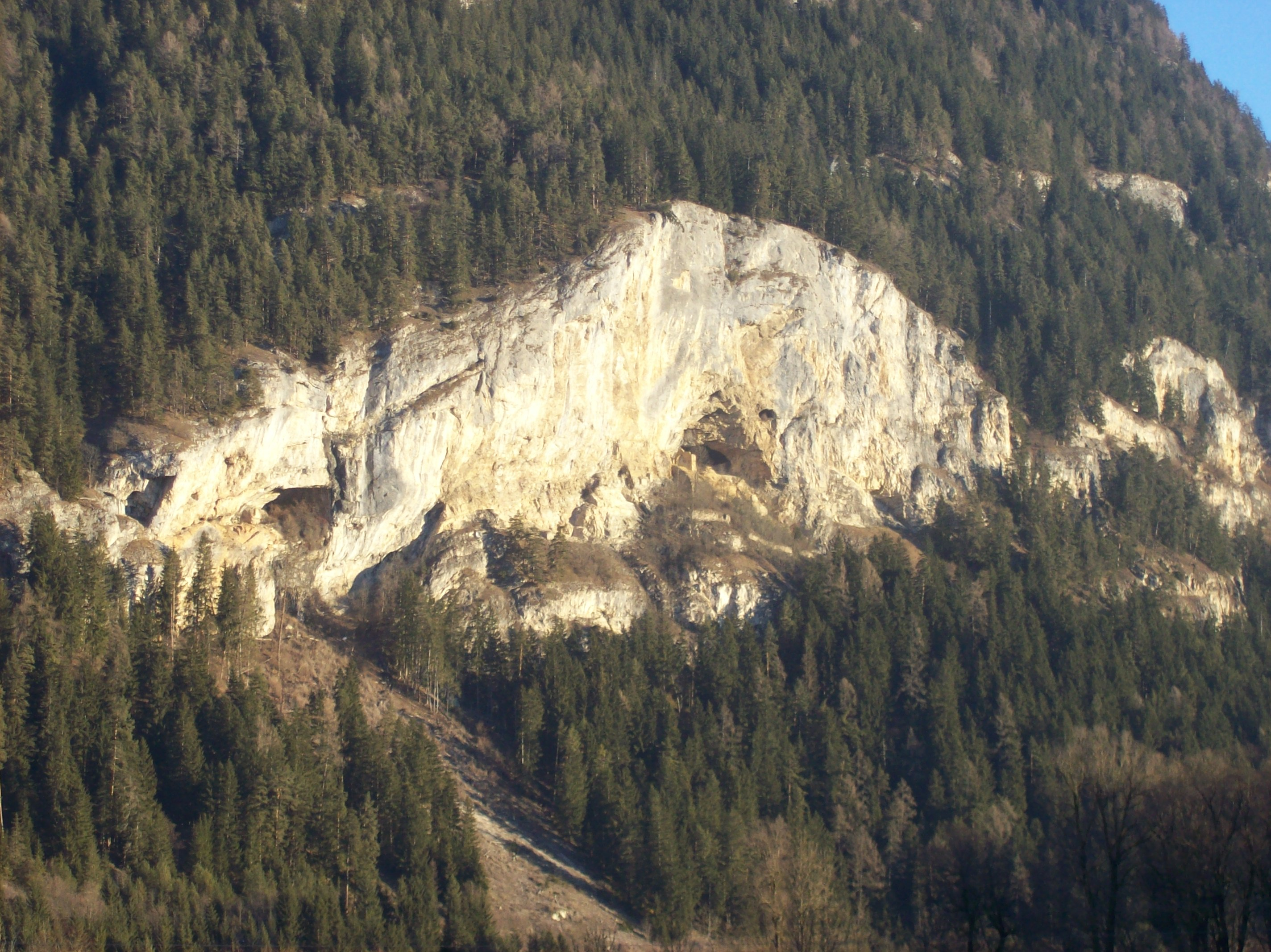
Puxerloch
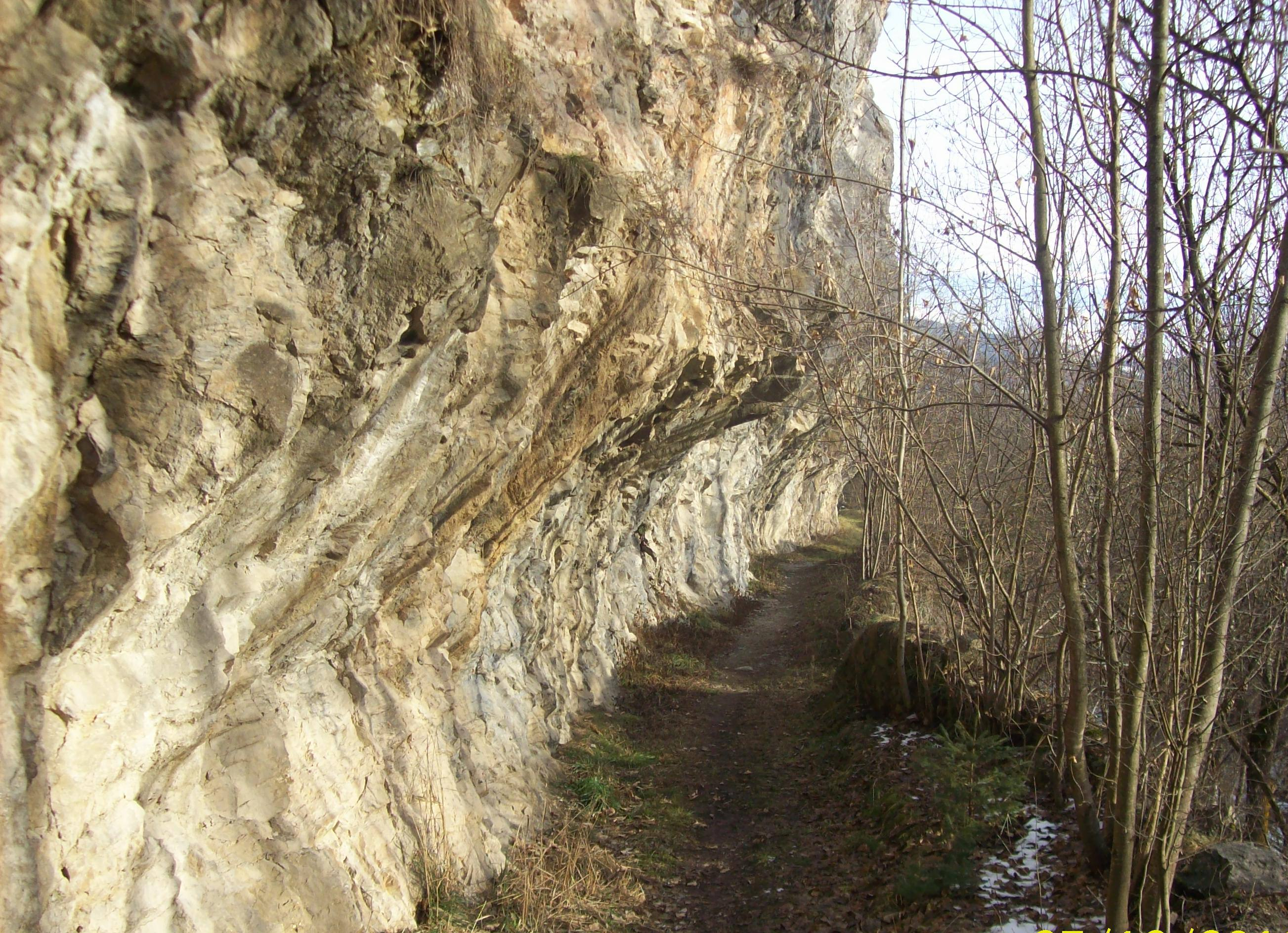
Römerweg bei Pux
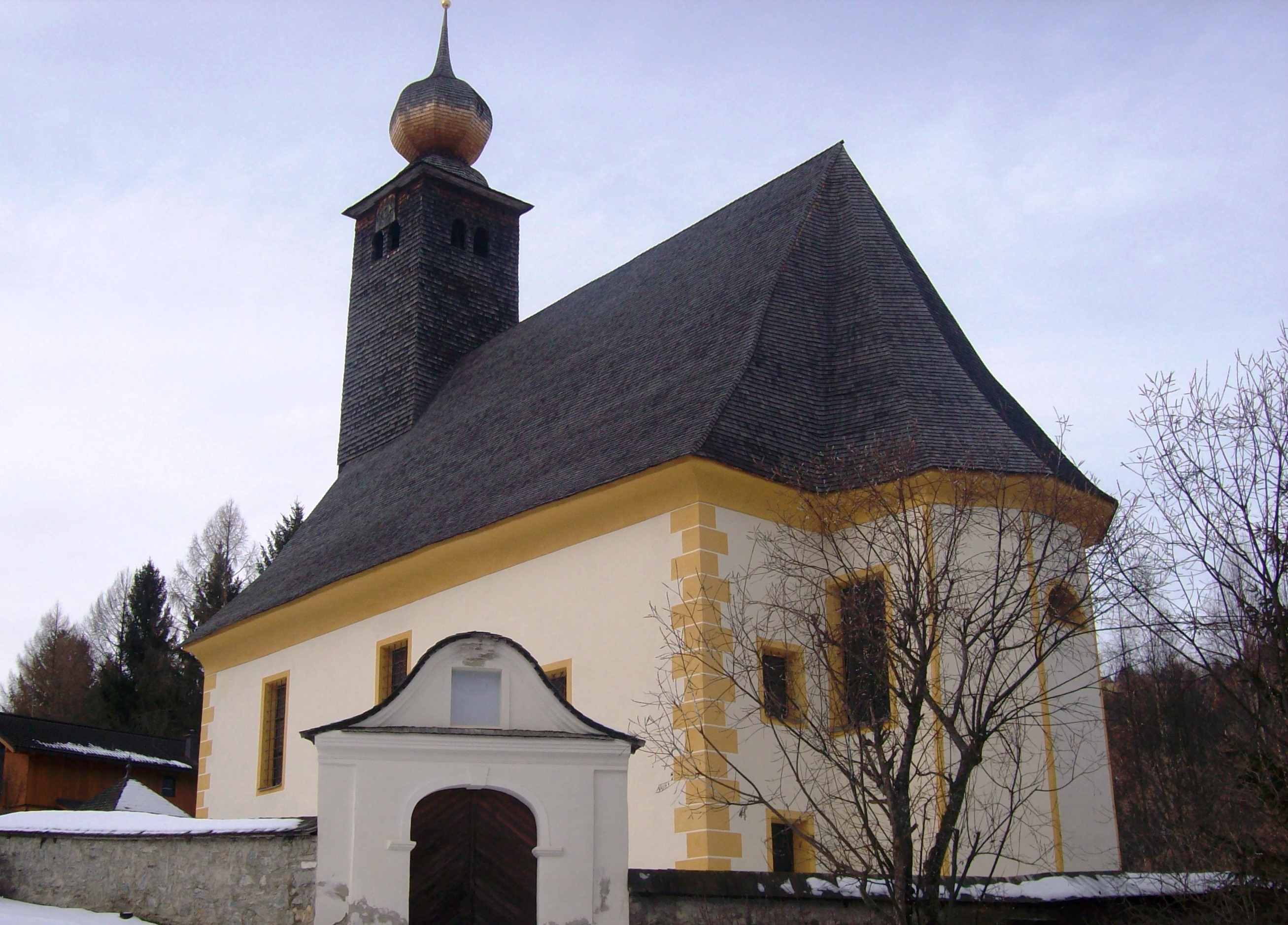
Maria Dorn in Saurau

## Nachweise
- 61446 – Teufenbach-Katsch. Gemeindedaten der Statistik Austria

1. 1 2 3 4 5  Pfarrkirche St. Andreas. Webseite der Gemeinde → Kirche & Kapelle & Bildstock, abgerufen am 8. September 2019.
2. ↑  Lit. Walter Brunner: Frojach-Katsch. 2005, S. 36 ff.
3. ↑  § 9 Abs. 1 Gesetz vom 18. Dezember 1967 über die Gebietsänderung von Gemeinden. LGBl. 139/1967 (eReader, ALEX Online).
4. ↑  § 3 Abs. 7 Z 1 Gesetz vom 17. Dezember 2013 über die Neugliederung der Gemeinden des Landes Steiermark (Steiermärkisches Gemeindestrukturreformgesetz – StGsrG). LGBl. Nr. 31/2014 (pdf, ris.bka).